# Бенедикт, Мэнсон
Мэнсон Бенедикт (англ. Manson Benedict, 9 октября 1907, Lake Linden, Мичиган — 18 сентября 2006, Нейплс, Флорида) — американский инженер-ядерщик и профессор ядерной инженерии в Массачусетском технологическом институте. Фелло Американской академии искусств и наук и член Национальной академии наук.

## Биография
Бенедикт получил степень бакалавра химии в Корнеллском университете и два года проработал в National Aniline and Chemical Co., затем вернулся в аспирантуру и получил степень доктора философии по физической химии в Массачусетском технологическом институте. Там же он познакомился со своей женой Марджори, которая также получила степень доктора философии по химии. Затем он стал химиком-исследователем в M. W. Kellogg Limited, где внёс вклад в уравнение Бенедикта — Уэбба — Рубина.
Бенедикт разработал метод газовой диффузии для разделения изотопов урана, а также руководил проектированием и технологическим развитием завода K-25 в Ок-Ридже, производившего расщепляющийся материал для атомной бомбы.
С 1958 по 1968 год Бенедикт был членом и председателем Консультативного комитета Комиссии по атомной энергии США.
Он основал кафедру ядерной инженерии в Массачусетском технологическом институте в 1958 году и возглавлял кафедру до 1971 года.
Он умер в своём доме в Неаполе, штат Флорида, в возрасте 98 лет. Его жена Марджори умерла в 1995 году после 59 лет брака. После него остались две дочери, три внука и четыре правнука.

## Награды и признание
Бенедикт получил множество наград за свою работу над Манхэттенским проектом во время Второй мировой войны, а также за свою более позднюю карьеру учёного, преподавателя и государственного служащего, которая сосредоточилась на ядерной энергетике и других мирных целях использования атомной энергии.
Среди его наград были: премия Уильяма Х. Уокера (1947), медаль Перкина (1966), премия Роберта Э. Уилсона (1968), премия Энрико Ферми (1972), Национальная научная медаль от президента Джеральда Форда (1975). Он был избран фелло Американской академии искусств и наук в 1952 году, членом Национальной академии наук в 1956 году и членом Национальной инженерной академии в 1967 году.